# Kemferyd
Kemferyd – organiczny związek chemiczny należący do grupy O-metylowanych flawonoli, będących podgrupą flawonoidów.

## Występowanie
Związek występuje w roślinie Kaempferia galanga, od której pochodzi jego nazwa, w mącznym wysięku z liści paproci Pityrogramma triangularis, w pąkach liści brzozowatych i wierzbowatych, w nadziemnych częściach krzewów z rodzaju Baccharis i w lnicy dalmackiej.

## Metabolizm
Enzym 4′-O-metylotransferaza kemferolu wykorzystuje S-adenozylometioninę i kemferol, tworząc S-adenozylo-L-homocysteinę.

## Glikozydy
W liściach Dillenia indica występuje 3-diglukozyd kemferydu.